# Finlandia en los Juegos Olímpicos de Londres 1908
Finlandia estuvo representada en los Juegos Olímpicos de Londres 1908 por un total de 62 deportistas que compitieron en 6 deportes.  
El portador de la bandera en la ceremonia de apertura fue el atleta Bruno Zilliacus.

## Medallistas
El equipo olímpico finlandés obtuvo las siguientes medallas:
| Nombre          | Deporte            | Competición                  |
| --------------- | ------------------ | ---------------------------- |
| Oro             |                    |                              |
| Verner Weckman  | Lucha grecorromana | 93 kg M                      |
| Plata           |                    |                              |
| Yrjö Saarela    | Lucha grecorromana | 93 kg M                      |
| Bronce          |                    |                              |
| Verner Jarvinen | Atletismo          | Disco M                      |
| Equipo          | Gimnasia artística | Concurso completo por eqs. M |
| Arvo Lindén     | Lucha grecorromana | 66,6 kg M                    |